# Propontocypris (Ekpontocypris) litoricola
Propontocypris (Ekpontocypris) litoricola is een mosselkreeftjessoort uit de familie van de Pontocyprididae.